# پیز موراگل
پیز موراگل (به لاتین: Piz Muragl) یک کوه در سوئیس است که در کانتون گراوبوندن واقع شده‌است. پیز موراگل ۳٬۱۵۷ متر بالاتر از سطح دریا واقع شده‌است.